# Конторова, Татьяна Абрамовна
Татьяна Абрамовна Конторова (1911—1977) — советский физик-теоретик, доктор физико-математических наук.

## Биография
В 1931—1941 годах работала в теоретическом отделе Института химической физики под руководством Я. И. Френкеля, затем — старший научный сотрудник Ленинградского физико-технического института им. А. Ф. Иоффе АН СССР.
В 1951 году уволена из ФТИ в результате «борьбы с космополитизмом», в 1953 г. восстановлена. С 1955 — в лаборатории теоретической физики Института полупроводников АН СССР.
Также преподавала на кафедре теоретической физики Ленинградского политехнического института.
В 1930-е годы, совместно с Я. И. Френкелем, разработала Модель Френкеля — Конторовой (ФК-солитон, 1938). Также с Я. И. Френкелем разработала статистическую теорию прочности.
Перевела с немецкого «Основы квантовой механики» А. Марха (1933), а также монографии Н. Ф. Мотта «Теория атомных столкновений» (1936) и «Электронные процессы в ионных кристаллах» (1950).